# Agnus Dei

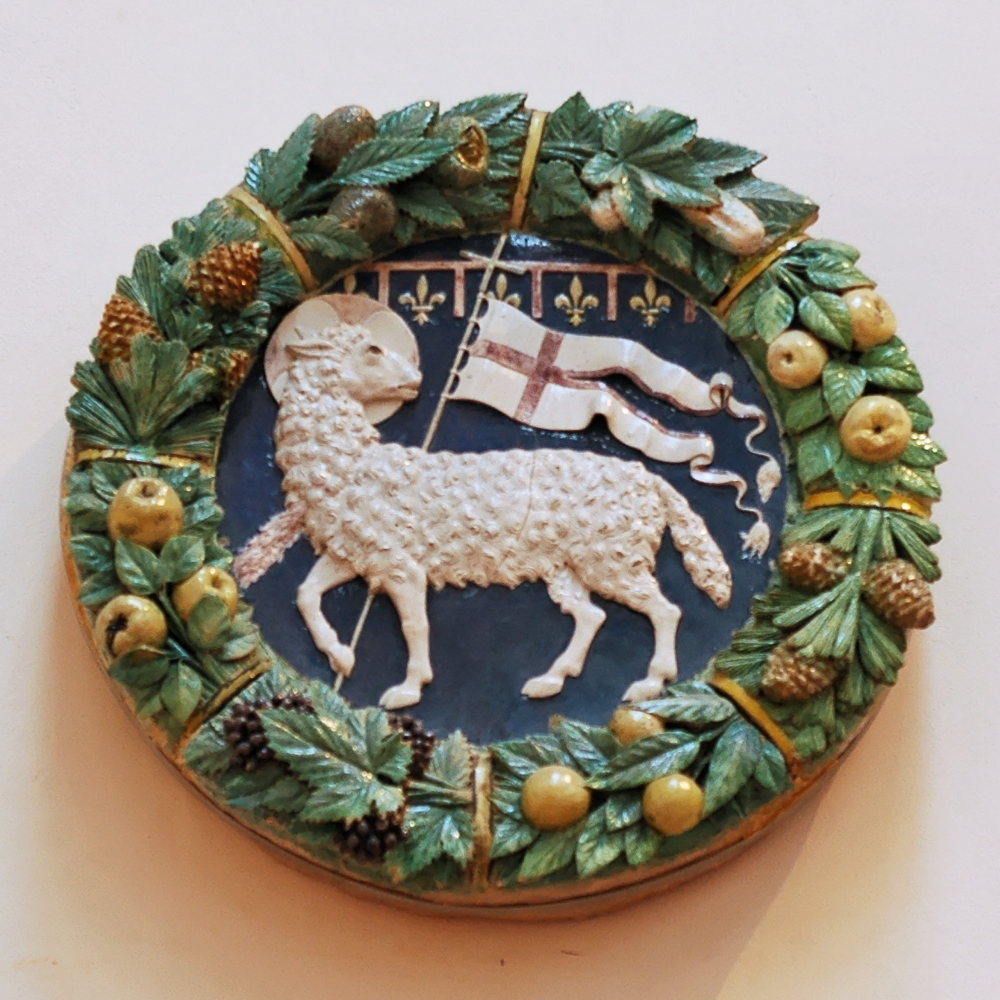
Agnus Dei – Beránek Boží (keramický reliéf, A. della Robbia)

Agnus Dei (lat. beránek Boží) je velmi starý a rozšířený symbol pro Ježíše Krista. Ježíš je pro křesťany beránkem, který se jako Syn Boží obětoval kvůli lidem za odpuštění jejich hříchů; toto přirovnání pochází z Janova evangelia, podle něhož Jan Křtitel po setkání s Ježíšem pravil: „Hle, beránek Boží, který snímá hřích světa“. Velikonoční symbol navazuje na pesachového beránka a na beránka, který zastoupil lidskou oběť Abrahámova syna Izáka.

## Hudební mše
V římskokatolických liturgiích se již od 7. století odříkává modlitba Agnus Dei (Beránku Boží), která je také částí hudební mše.
Latinský text
Agnus Dei, qui tollis peccata mundi, miserere nobis.

Agnus Dei, qui tollis peccata mundi, miserere nobis.

Agnus Dei, qui tollis peccata mundi, dona nobis pacem.
Český překlad
Beránku Boží, který snímáš hříchy světa, smiluj se nad námi.

Beránku Boží, který snímáš hříchy světa, smiluj se nad námi.

Beránku Boží, který snímáš hříchy světa, daruj nám pokoj.
Od 14. do 16. století byly nápěvy rozšiřovány latinskými tropy, vkládanými do původního textu.